# Bataille de Wattignies
Ne pas confondre avec la bataille de 1708, qui se tint à Wattignies lors du siège de Lille.
Guerres de la Révolution française
Batailles
La bataille de Wattignies, des 15 et 16 octobre 1793, oppose l'armée du Nord de la République française, commandée par Jean-Baptiste Jourdan et Lazare Carnot, et les troupes autrichiennes du prince Frédéric de Saxe-Cobourg et de ses alliés. La bataille se solde par un succès français, acquis difficilement dans des conditions pourtant favorables.
Son nom est celui du village de Wattignies (aujourd'hui Wattignies-la-Victoire), situé au sud de Maubeuge, près duquel se déroule la bataille, tout près du Hainaut (Pays-Bas autrichiens).

## Les origines de la bataille
Le 28 septembre 1793, le prince de Saxe-Cobourg met le siège devant Maubeuge (actuel chef-lieu de canton du Nord). Le général Jourdan, nommé commandant en chef de l'armée du Nord par la Convention le 25 septembre, en remplacement du général Houchard, suspecté de trahison par les représentants en mission et finalement arrêté, quitte alors le camp de Gravelle à la tête de 45 000 hommes pour se porter au secours de la cité assiégée. Le prince, informé de ce mouvement de troupe décide en conséquence de prendre position entre Avesnes-sur-Helpe et Maubeuge sur le plateau de Wattignies. 

Il ne dispose que de 21 000 hommes qu'il répartit comme suit : 
- le centre appuyé sur le village de Wattignies
- son aile droite sur la Sambre.

## Le déroulement de la bataille
Le 14 octobre ont lieu les premières escarmouches entre les deux armées mais sans conséquences. Lazare Carnot, connu également sous le nom de « l'organisateur de la victoire », représentant du tout-puissant Comité de salut public, reconnaît les positions ennemies en compagnie de Jourdan. Deux stratégies opposées se dessinent alors : Jourdan suggère de fixer le centre de l'armée autrichienne et d'attaquer avec les ailes, ce qu'il pouvait se permettre au vu de sa supériorité numérique ; Carnot, quant à lui, préconise une attaque frontale, somme toute assez classique. Finalement, le politique primant le militaire en France à cette époque, c'est la stratégie de Carnot, plus brute, qui est retenue.
La bataille qui va durer deux jours, s'étendra sur un front de 20 kilomètres et prendra la forme d'une bataille parallèle, les deux armées se faisant face, comme précédemment aux batailles de Jemappes et de Neerwinden ou plus tard à la bataille de Fleurus. Cette bataille finalise la défaite des Autrichiens et protège la France tout au moins sur la frontière nord. Le 15 octobre, les Français lancent l'assaut contre les positions autrichiennes mais sans succès probant. Le lendemain, sous les ordres du jeune général Florent Duquesnoy, un effort de l'aile droite française porté contre l'aile gauche autrichienne permet finalement aux troupes révolutionnaires de remporter la victoire et de contraindre le prince de Saxe-Cobourg à se replier. Duquesnoy, ancien sous-officier de la gendarmerie royale, s'était déjà signalé à la bataille d'Hondschoote près de Dunkerque, ce qui lui avait valu son grade de général. Devant Wattignies, il lance une manœuvre jugée irréalisable par les Autrichiens : au matin du 16 octobre, vers 5 heures, il profite de la brume matinale pour lancer ses artilleurs et ses fantassins qui tirent et poussent les canons de Gribeauval le long de la pente menant sur la position autrichienne par son côté non protégé. Les pièces sont déplacées après chaque tir, provoquant la surprise complète chez les Autrichiens. Le prince constate que ses propres canons ont été pris au village de Wattignies et sont retournés contre lui par les Français de Duquesnoy. Il est pris en tenaille entre le sud tenu par Jourdan, l'est tenu par Duquesnoy et le nord tenu par la place forte de Maubeuge.
L'inertie de la garnison de Maubeuge fut sévèrement reprochée à son commandant car une sortie aurait permis d'écraser les troupes de Cobourg.  Ce même jour à 13 heures, les Autrichiens sont bousculés sur le plateau de Souvergeaux, les combats sont intenses et malgré les escarpements du terrain les Français réussissent à gravir ces pentes sous une pluie de balles et de boulets. Pendant ce temps de l'autre côté du village, d'autres combats se déroulent au lieu-dit « le Try Glarges » où la cavalerie autrichienne entre en jeu ; cette attaque est alors repoussée par les Français.

## Conséquences et suites de la bataille
Le succès français pour certains[Qui ?] est peu glorieux puisqu'il fallut tout de même deux jours à 45 000 Français pour défaire 21 000 soldats composés d'Autrichiens, de Britanniques, de Néerlandais, sans compter d'autres, issus de certains États de l'Empire. Les Français ont des pertes relativement élevées car ils devaient affronter un ennemi en position défensive sur des hauteurs très difficiles d'accès. Cependant, les hommes de Cobourg étaient des militaires professionnels, tandis que les troupes françaises étaient constituées de jeunes recrues encadrées par les soldats de métier de l'ex-armée royale. De plus les Français disposaient de peu d'équipement à l'exception des remarquables nouveaux canons de Gribeauval. In fine, cette victoire a permis de rétablir la situation militaire sur la frontière nord-est de la France après les défaites de la première partie de l'année 1793, surtout celle de Neerwinden, et la trahison du général Dumouriez le 3 avril de la même année. Après cette victoire, la Convention ordonne au général Jourdan de reprendre la Belgique aux coalisés mais celui-ci échoue, l'exploitation du succès obtenu à Wattignies n'ayant pu se réaliser faute notamment d'armes et de munitions qui faisaient alors cruellement défaut. Napoléon considérait la bataille de Wattignies comme la principale de toute la révolution des années 1792/1793.
Les pertes des Impériaux sont de 365 morts, 1 753 blessés et 369 prisonniers.
Selon le rapport du général Jean-Baptiste Jourdan les pertes françaises sont de 200 morts et 1 200 blessés, celles des Alliés sont estimées à 6 000 tués ou blessés.

## Notes et références

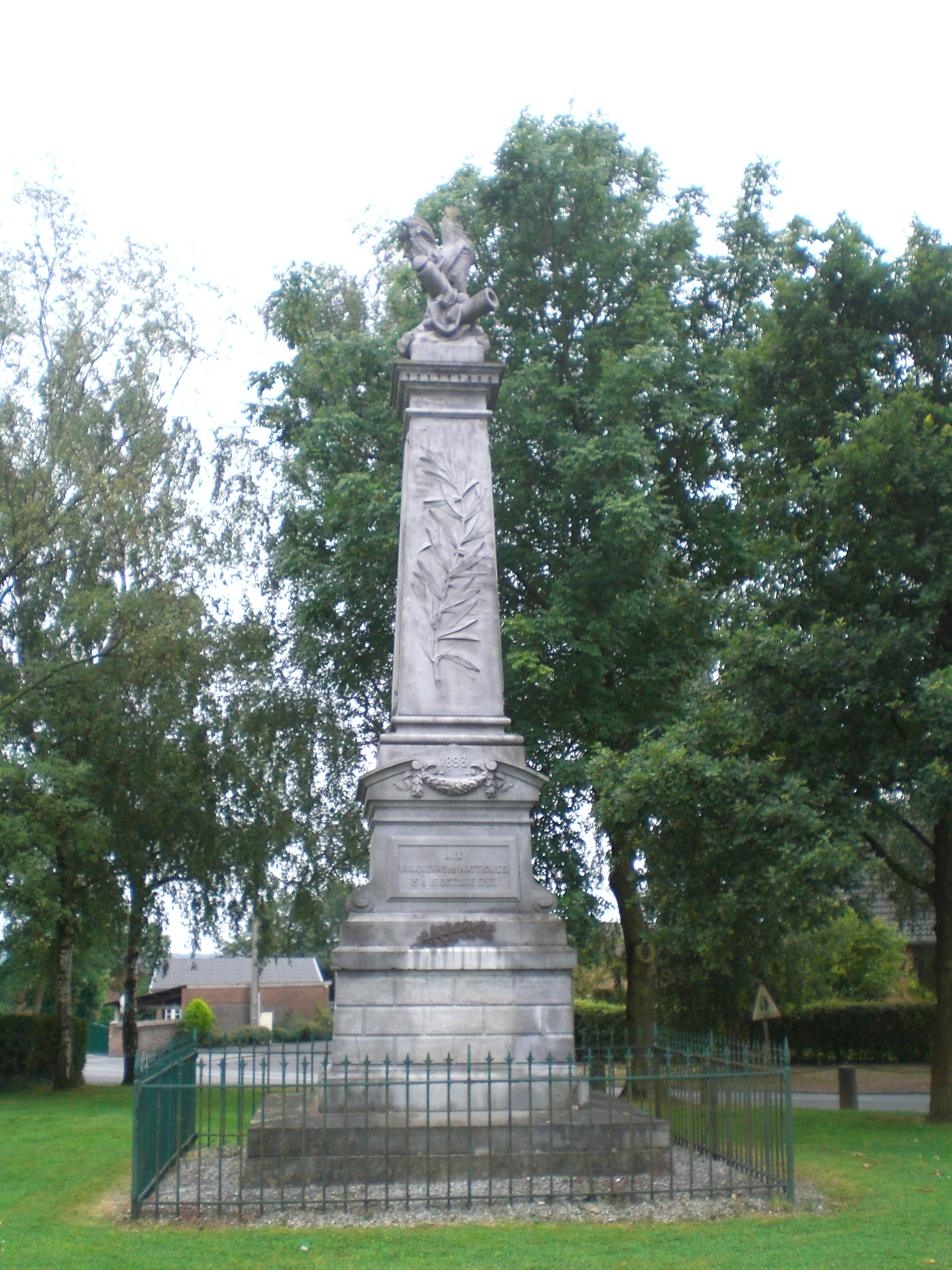
Monument aux morts de Wattignies-la-Victoire.